# Ratio decidendi
Ratio decidendi (po łac. powód rozstrzygnięcia) – wiążąca część wyroku sądowego, zwana też w prawie anglosaskim ruling i holding.
Z reguły ratio decidendi próbuje się sprowadzić do postaci reguły przypominającej swoją postacią normę prawa ustawowego. Taka reguła precedensu zawierałaby więc w swojej hipotezie fakty sprawy precedensowej, natomiast w skład jej dyspozycji weszłyby konsekwencje prawne jakie ustalono w precedensowym wyroku. Stąd też takie rozwiązanie zwykło określać się mianem rule-model. Przy czym ratio może być zarówno wprost sformułowane w uzasadnieniu precedensowego wyroku (tzw. ratio wyraźne), jak i stanowić regułę dającą się „wywnioskować” z faktów i wyniku sprawy precedensowej (tzw. ratio dorozumiane).
Możliwe jest jednak również nieco inne rozumienie pojęcia ratio decidendi, tj. uznanie, że są nim przyczyny (argumenty), które uzasadniały wydanie właśnie takiego, a nie innego wyroku w sprawie precedensowej. Ponadto można by także postrzegać wiążącą część precedensu jako wynik ważenia zasad, które dotyczyły precedensowej sprawy, jak i upatrywać jej w samym podobieństwie faktycznym sprawy aktualnie rozstrzyganej z faktami sprawy precedensowej